# Christuskirche
Christuskirche – stacja metra hamburskiego na linii U2. Stacja została otwarta 1 czerwca 1913. 

## Położenie
Stacja Emilienstraße znajduje się pod drogą Fruchtallee. Posiada jeden 120 metrowy peron wyspowy, z którego na każdym końcu znajdują się wyjścia prowadzące do budynku stacji, położonego na wyspie pomiędzy dwiema jezdniami Fruchtallee. Kościół od którego bierze nazwę stacja stoi na północnej stronie Fruchtallee.